# Lygromma wygodzinskyi
Espèce
Lygromma wygodzinskyi est une espèce d'araignées aranéomorphes de la famille des Prodidomidae.

## Distribution
Cette espèce est endémique du département de Cundinamarca en Colombie,. Elle se rencontre vers Choachí.

## Description
La femelle holotype mesure 3,31 mm.

## Systématique et taxinomie
Cette espèce a été décrite par Platnick en 1978.

## Étymologie
Cette espèce est nommée en l'honneur de Petr Wolfgang Wygodzinsky.

## Publication originale
- Platnick, 1978 : « Two new species of Lygromma (Araneae, Gnaphosidae). » Journal of Arachnology, vol. 5, no 2, p. 151-152 (texte intégral).